# Кингстон (город, Миннесота)
Ки́нгстон (англ. Kingston) — город в округе Микер, штат Миннесота, США. На площади 1,3 км² (1,3 км² — суша, водоёмов нет), согласно переписи 2002 года, проживают 120 человек. Плотность населения составляет 94,2 чел./км².
- Телефонный код города — 320
- Почтовый индекс — 55325
- FIPS-код города — 27-33344[1]
- GNIS-идентификатор — 0646171[2]